# Diego Rivas (peleador)
Diego Andrés Rivas Figueroa (Cholchol, Temuco; 11 de noviembre de 1991) es un artista marcial mixto chileno que compitió en las categorías de peso gallo y peso pluma en Ultimate Fighting Championship.

## Carrera de artes marciales mixtas

### Carrera temprana
Antes de llegar a UFC, Rivas consiguió un récord de 5–0 con cuatro finalizaciones.

### The Ultimate Fighter: Latin America
Rivas fue parte de la primera temporada de The Ultimate Fighter: Latin America. Fue parte del equipo dirigido por Fabrício Werdum. Fue eliminado en los cuartos de final por Gabriel Benítez vía sumisión.

### Ultimate Fighting Championship
Rivas hizo su debut contra Rodolfo Rubio el 8 de noviembre de 2014 en UFC Fight Night 56. Ganó el combate vía decisión unánime.
Rivas enfrentaría a Makwan Amirkhani el 20 de junio de 2015 en UFC Fight Night 69. Sin embargo, poco después de ser anunciada la pelea, Rivas se retiró de esta por motivos no revelados y fue reemplazado por Masio Fullen.
Luego enfrentó a Noad Lahat el 6 de febrero de 2016 en UFC Fight Night 82. Ganó la pelea por nocaut en la segunda ronda y ganó el premio a Actuación de la Noche.
El 5 de agosto de 2017, Rivas enfrentó a José Alberto Quiñónez en UFC Fight Night 114. Perdió la pelea por decisión unánime.
Rivas enfrentó a Guido Cannetti el 19 de mayo de 2018 UFC Fight Night 129. Perdió por decisión unánime.
El 14 de agosto de 2018 se anunció que había sido liberado por UFC.

## Vida personal
Poco después de la pelea con Noad Lahat a comienzos de 2016, Rivas fue diagnosticado con cáncer testicular, el cual fue tratado exitosamente.

## Campeonatos y logros
| - Ultimate Fighting Championship - Actuación de la Noche (Una vez) |

## Récord en artes marciales mixtas
| 7 Victorias (3 Sumisiones), (2 Decisiones), (2 KO); 2 Derrota (2 Decisiones) |        |                       |                        |                                         |                         |       |        |                   |            |                                                                                 |
| Resultado                                                                    | Récord | Oponente              | Método                 | Evento                                  | Fecha                   | Ronda | Tiempo | Localización      | División   | Notas                                                                           |
| Derrota                                                                      | 7-2    | Guido Cannetti        | Decisión (unánime)     | UFC Fight Night: Maia vs. Usman         | 19 de mayo de 2018      | 3     | 5:00   | Santiago          | Peso Gallo |                                                                                 |
| Derrota                                                                      | 7-1    | José Alberto Quiñónez | Decisión (unánime)     | UFC Fight Night: Pettis vs. Moreno      | 5 de agosto de 2017     | 3     | 5:00   | Ciudad de México  | Peso Gallo | Debut en Peso Gallo.                                                            |
| Victoria                                                                     | 7-0    | Noad Lahat            | KO (rodillazo volador) | UFC Fight Night: Hendricks vs. Thompson | 6 de febrero de 2016    | 2     | 0:23   | Las Vegas, Nevada | Peso Pluma | Actuación de la Noche.                                                          |
| Victoria                                                                     | 6-0    | Rodolfo Rubio         | Decisión (unánime)     | UFC Fight Night: Shogun vs. St. Preux   | 8 de noviembre de 2014  | 3     | 5:00   | Uberlândia        | Peso Pluma | Debut en Ultimate Fighting Championship.                                        |
| Victoria                                                                     | 5-0    | Gastón Gómez          | Decisión (unánime)     | Masters Fighters Championship 10        | 16 de febrero de 2014   | 3     | 5:00   | Valparaíso        | Peso Pluma |                                                                                 |
| Victoria                                                                     | 4-0    | Patricio Lagos        | TKO (parada médica)    | Master Fighters Championship            | 10 de diciembre de 2011 | 2     | 5:00   | Santiago          | Peso Pluma |                                                                                 |
| Victoria                                                                     | 3-0    | Rodolfo Guzmán        | Sumisión (mataleón)    | Master Fighters Championship            | 10 de diciembre de 2011 | 1     | 2:52   | Santiago          | Peso Pluma | Debut en Master Fighters Championship.                                          |
| Victoria                                                                     | 2-0    | Pablo Reyes           | Sumisión (golpes)      | Extreme Kumite Evolution 3              | 22 de octubre de 2011   | 1     | 2:01   | Temuco            | Peso Pluma |                                                                                 |
| Victoria                                                                     | 1–0    | Jaime Barriga         | Sumisión (guillotina)  | Extreme Kumite Evolution 2              | 4 de junio de 2011      | 1     | 1:35   | Temuco            | Peso Pluma | Debut en las MMA; Debut en EKE - Extreme Kumite Evolution; Debut en Peso Pluma. |